# 胡纳萨马拉纳哈尔利
胡纳萨马拉纳哈尔利（Hunasamaranahalli），是印度卡纳塔克邦Bangalore县的一个城镇。总人口7384（2001年）。

## 人口
该地2001年总人口7384人，其中男性4104人，女性3280人；0—6岁人口988人，其中男563人，女425人；识字率74.85%，其中男性为79.24%，女性为69.36%。